# Hours (película de 2013)
Hours es una película del 2013 escrita y dirigida por Eric Heisserer y protagonizada Paul Walker, Génesis Rodríguez, Nick Gomez, Christopher Matthew Cook y Judd Lormand.

## Trama
En la madrugada del 29 de agosto de 2005, Nolan (Paul Walker) y su esposa embarazada Abigail (Génesis Rodríguez), alcanzan el hospital de New Orleans, para tener a su hija prematura. El que debería ser el día más bonito de la vida cambia a un modo trágico: el huracán Katrina destruye el hospital donde se encuentran. Nolan se queda solo con su hija recién nacida, y buscará todas las maneras de salvarse él y su hija, ya que su mujer murió.

## Reparto
- Paul Walker —  Nolan Hayes
- Génesis Rodríguez —   Abigail Hayes

## Distribución
La première mundial de la película se realizó el 10 de marzo de 2013 durante la centésima edición del South by Southwest. La película se emitió en los cines argentinos a partir del 31 de octubre de 2013, y en Estados Unidos en un número limitado de salas a partir del 13 diciembre del mismo año.
El primer tráiler de la película fue distribuido en línea el 24 de octubre de 2013.